# 经行记
《經行記》，是唐代杜環被俘往中亞後，回唐所寫的經歷記錄。
唐玄宗天寶十年七月（公元751年）右羽林大將軍高仙芝親率蕃、漢兵數萬進攻大食爆發怛邏斯之戰（战于今哈薩克斯坦江布爾城附近），唐朝戰敗，此役“士卒死亡略盡，所餘才千餘人”。杜環成為唐軍俘虜的一員。杜環在中亞、西亞及地中海等大食佔據的地區停留十多年。更可能是曾到達摩洛哥的中國人。
唐代宗寶應元年（公元762年）杜環等人被准许回国，杜環附商船由海路返回廣州，將他的遊歷見聞著作成書。杜環是《通典》作者杜佑的族子；杜佑在《通典》中有如下記載：“族子環隨鎮西節度使高仙芝西征，天寶十載至西海，寶應初因賈商船舶自廣州而回，著《經行記》。”
此书原本書籍已經遺失。但其族叔杜佑在《通典》卷191《西戎總序》，及卷193《大食傳》、《邊防典》中曾經引述部份內容。

## 内容
王国维曾根据明代嘉靖本《通典》，將其中引用的經行記原文輯錄成書《古行記校錄》。
《经行记》记载13国：拔汗那國、康國、獅子國、拂菻國、摩鄰國、勃萨罗国、大食國、大秦國、波斯國、石國、碎葉國、末祿國、苫國。